# إليزابيث هيل بوون
إليزابيث هيل بوون (بالإنجليزية: Elizabeth Hill Boone)‏ هي مؤرخة الفن ومؤرخة أمريكية، ولدت في 6 سبتمبر 1948.